# Solanum sellovianum
Solanum sellovianum är en potatisväxtart som beskrevs av Otto Sendtner. Solanum sellovianum ingår i släktet skattor som ingår i familjen potatisväxter. Inga underarter finns listade i Catalogue of Life.